# Walter Scott
Walter Scott (15. srpna 1771 Edinburgh – 21. září 1832 Abbotsford) byl skotský básník, prozaik, romanopisec a sběratel skotských balad, představitel romantismu. Je považován za zakladatele historického románu. Mnohá z jeho děl zůstávají klasikou evropské a skotské literatury, zejména romány Ivanhoe (1819), Rob Roy (1817), Waverley (1814) nebo Nevěsta z Lammermooru (1819) spolu s epickými básněmi Marmion (1808) a Jezerní paní (1810). Svým smýšlením byl konzervativec, který přes silné vlivy romantismu realisticky líčil velká historická hnutí a krize feudálního středověku a svým dílem ovlivnil celý literární svět první poloviny 19. století.

## Život

### Dětství a studium
Otec byl právník, matka byla ženou v domácnosti. Měli třináct dětí, šest jich zemřelo v útlém věku. Walter se narodil jako deváté dítě. Ve dvou letech onemocněl obrnou a v dětství často pobýval na farmě svých prarodičů na skotsko-anglickém pomezí v Sandyknowe, kde si velmi oblíbil pohádky a lidovou slovesnost. Slýchal příběhy a pověsti ze skotské historie, o bojích mezi Skoty a Angličany, které se později promítly i do jeho literární tvorby. V roce 1775 strávil několik měsíců v lázních Bath, ale následky obrny se nepodařilo zcela odstranit a celý život napadal na jednu nohu. Přesto chodil na dlouhé procházky a naučil se jezdit na koni. Z dětství si v sobě nesl touhu po dobrodružství a lásku ke skotské krajině.
V roce 1778 se Scott vrátil do Edinburghu k rodičům, kteří mu zajistili soukromé učitele, aby se připravil na školu. V roce 1779 začal studovat na střední škole v Edinburghu. Naučil se latinu a pokoušel se o překlady antických básní do angličtiny. V roce 1783 ho rodiče poslali na šest měsíců k  tetě Jenny do Kelso na ozdravný pobyt. Scott se zde seznámil s Jamesem Ballantynem, který se stal jeho dlouholetým přítelem a budoucím obchodním společníkem.
Od podzimu 1783 studoval humanitní vědy na Edinburské univerzitě. V salonu otce svého spolužáka, profesora Adama Fergusona, se setkal s básníky Thomasem Blacklockem a Robertem Burnsem. Četl poezii, včetně Shakespeara a Miltona, ale především sbírku balad Reliques of Ancient English Poetry Thomase Percyho a Macphersonovy Ossianovy zpěvy. Skutečnou transformační zkušeností, která ho přivedla k vlastní literární tvorbě, se zdá být setkání s německým romantismem. Literární činnost zahájil překlady z němčiny.
Kvůli nemoci studia přerušil a v březnu 1786 nastoupil v kanceláři svého otce v rámci přípravy na povolání právníka. V letech 1790–1792 studoval práva na univerzitě.  Během tohoto druhého univerzitního období Scott stál v čele studentských intelektuálních aktivit: v roce 1789 spoluzaložil Literární společnost a následující rok byl zvolen do Spekulativní společnosti, o rok později se stal jejím knihovníkem a tajemníkem-pokladníkem. Po složení závěrečných zkoušek začal vykonávat advokátní praxi v Edinburghu.

### Právník a spisovatel
O vánocích 1797 se po krátké známosti oženil s Margaret Charlotte Carpenterovou, dcerou francouzských přistěhovalců, která byla schovankou lorda Downshira. Měli spolu pět dětí, z nichž čtyři se dožily dospělosti Sophia (1799–1837), Walter (1801–1847), Anne (1803–1833) a Charles (1805–1841).  Rodina měla byt v Edinburghu, ale léto trávili v nedaleké vesnici Lasswade, kde začal Scott psát své vlastní balady a kde také vedl čilý společenský život. Zde začalo přátelství s básníkem Williamem Wordsworthem. Podnikal dlouhé výlety pěšky nebo na koni po skotském venkově, kde sbíral staré balady a lidové písně, které v roce 1802 uspořádal do sbírky Zpěvy skotského pohraničí (The Minstrelsy of the Scottish Border), do které přidal i několik vlastních básní. V roce 1804 si pronajal si velký dům Ashestiel nedaleko Selkirku, který se nacházel na jižním břehu řeky Tweed. Scott byl známý svou zálibou v psech a během svého života jich několik vlastnil.
V roce 1799 byl Scott jmenován zástupcem šerifa okresu Selkirk. V raném manželství si Scott vydělával slušné živobytí prací právníka, platem zástupce šerifa, příjmem své ženy, některými příjmy ze svého psaní a podílem na skromném majetku svého otce. Měl také podíl z výnosů tiskařské firmy, kterou v roce 1805 založil společně s přítelem Ballantynem. V roce 1806 získal místo úředníka skotského Nejvyššího civilního soudu, které vykonával až do roku 1830. 
Začínal jako romantický básník. V roce 1805 vydal svou první veršovanou skladbu Píseň posledního minstrela (The Lay of The last Minstrel), po níž následovaly další básně tematicky čerpající ze skotských, anglických či španělských dějin. Tyto veršované historické povídky sklízely značný úspěch a příjmy z nich mu pomáhaly doplnit rodinný rozpočet. Scott dokázal čerpat ze své bezkonkurenční znalosti historie a legend, které získal z ústních a písemných pramenů již od dětství, a vytvořil barvitý obraz Skotska 16. století, který uchvátil širokou veřejnost. Vrcholem jeho básnické tvorby je Jezerní panna (The Lady of the Lake) z roku 1810, v níž se panovník zamiluje do skotské horalky. Mezi lety 1805 a 1817 Scott složil pět dlouhých epických básní, čtyři kratší nezávisle publikované básně a mnoho malých metrických skladeb. Scott byl zdaleka nejpopulárnějším básníkem té doby, dokud lord Byron v roce 1812 nevydal první dva zpěvy Childe Haroldovy Pouti a nenavázal na ně svými exotickými orientálními veršovanými příběhy. Básně Rokeby (1813) a The Lord of the Isles (1815) již nedosáhly dřívějších nákladů. V roce 1808 začal Scott vydávat postupně spisy svého oblíbeného básníka Johna Drydena a poté Jonathana Swifta. Scott na základě studia historických dokumentů upravil do literární podoby texty převážně ze 17. století. Mezi lety 1806 a 1814 napsal několikasvazková pojednání o britské dramatické tvorbě, paměti významných šlechticů, vydal sbírku vzácných traktátů. V roce 1813 byla Scottovi nabídnuta prestižní pozice laureáta poezie, kterou však odmítl, aby si zachoval svou literární nezávislost.
V roce 1809 založil vlastní vydavatelskou společnost ve spolupráci s bratry Ballantynovými. Zpočátku ziskové podnikání prošlo v letech 1812–1814 krizí. Dostal se do finančních potíží, což ho přimělo přejít od poezie k psaní románu. V roce 1814 vydal anonymně dílo Waverley aneb Před šedesáti lety (Waverley, or Tis Sixty Years Since), v němž se hlavní hrdina postaví na stranu skotských horalů, kteří osnují povstání proti králi. Scott jím prakticky založil moderní historický román, alespoň pro anglicky mluvící svět. Obrovský úspěch díla povzbudil Scotta ke psaní další historických románů. V krátkém období vydává díla Guy Mannering (1815), Starožitník (1816), Rob Roy (1817), Ivanhoe (1819) a tři řady románů, kterým dal souhrnný název Příběhy mého domácího (Tales of My Landlord). První řada obsahuje např. román Černý trpaslík 1816) a Puritáni (1816), druhá pak vrcholný Scottův román Srdce Edinburghu (1818) a ve třetí jsou zase romány Pověst o Montrosovi (1819) a Nevěsta z Lammermooru (1819). 

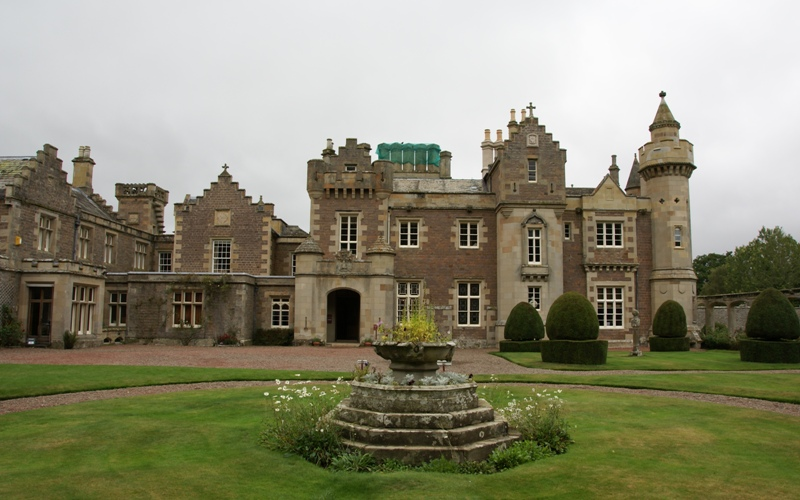
Abbotsford

V roce 1811 Scott zakoupil panské sídlo Cartley Hole (Cartleyhole) na řece Tweedu mezi Melrose a Kelso, které postupně přestavěl na pseudogotický zámek Abbotsford (Opatův Brod). Pořádal tam okázalé slavnosti a hony. Pohostinný a velkorysý životní styl, ale především expanze a vybavení Abbotsfordu, spolykaly obrovské sumy peněz a vedly Scotta, navzdory značnému prodeji jeho knih, ke stále rostoucí potřebě peněz. V té době Scott horečně pracoval, psal ročně dva romány. Mezi lety 1814 a 1826 Scott publikoval více než dvacet beletristických prací, z nichž k nejznámějším patří Waverley (1814), Starožitník (1816), Rob Roy (1817), Ivanhoe (1819), Quentin Durward (1823). Zisky z vydání Scottovy beletrie a prodeje autorských práv byly obrovské. Kromě toho psal literární recenze do edinburských novin.
Po úspěchu románu Ivanhoe byl v roce 1820 povýšen do šlechtického stavu. Obdržel baronetský titul a stal se sirem Walterem Scottem, 1. baronetem. Přispěla k tomu i jeho účast na nalezení korunovačních klenotů ukrytých na edinburském hradě. Byl zvolen prezidentem Královské akademie (Royal Society of Edinburgh).
V roce 1826 zkrachovalo nakladatelství, do kterého investoval velké peníze. Aby splatil obrovský dluh 120 000 liber šterlinků, vložil svůj dům a příjmy do svěřenského fondu, který patřil jeho věřitelům. Dalším opatřením bylo souborné vydávání Scottových děl, které začalo 1. června 1829. Po dobu čtyř let vycházel měsíčně svazek, ke kterému Scott psal úvod a nové poznámky a text sporadicky opravoval. Tento Magnum opus zaznamenal velký komerční úspěch, tržby dosáhly přes 30 000 liber měsíčně. Scott ještě zvýšil intenzitu psaní. V letech 1826 až 1832 napsal šest románů, dvě povídky a dvě divadelní hry, jedenáct děl nebo svazků literatury faktu, deník a několik nedokončených děl.

### Závěr života

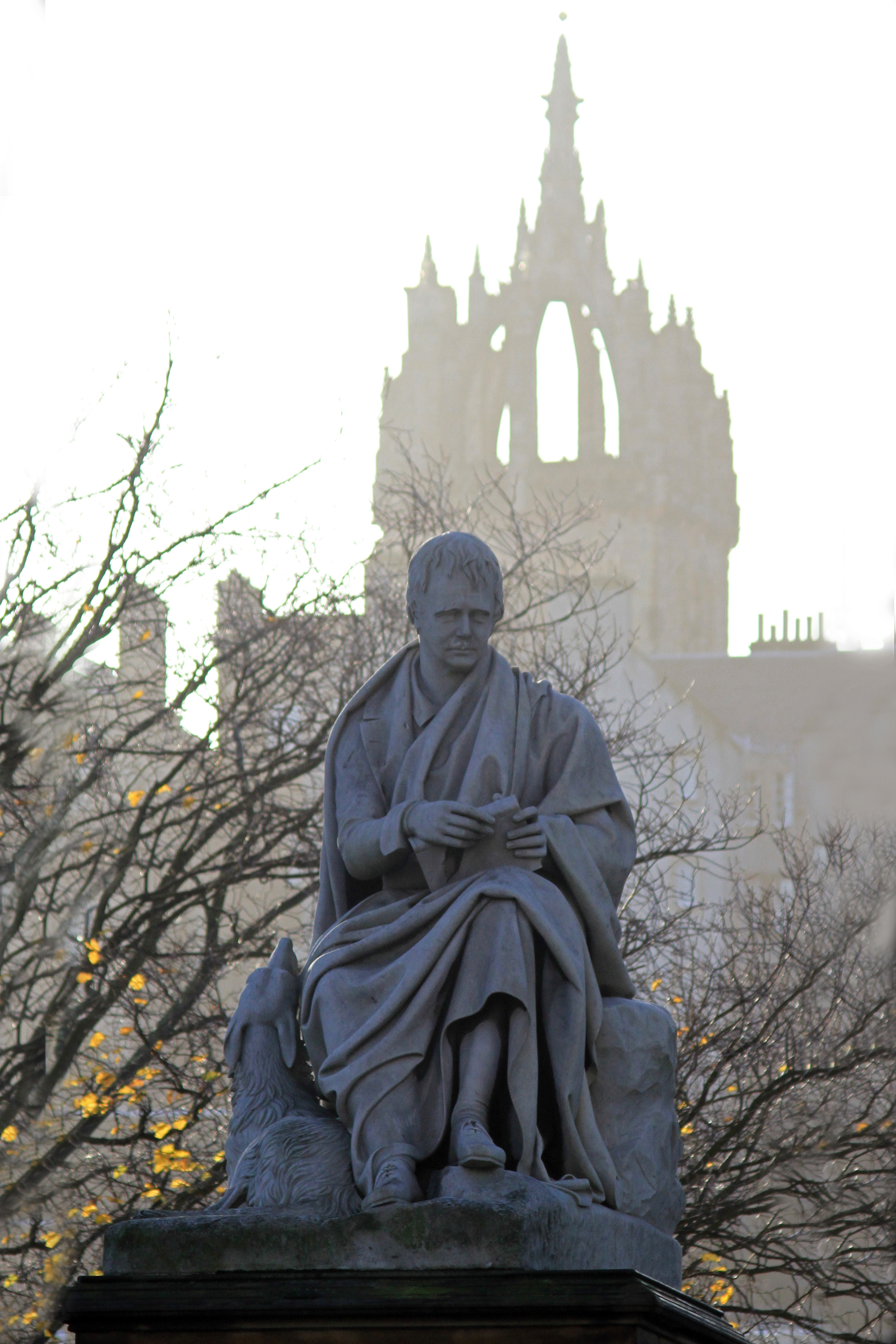
pomník Waltera Scotta v Edinburghu

V důsledku přepracování si stěžoval na bolest hlavy a kloubů, přirovnával se k psacímu automatu. Kromě toho mu zemřela manželka. Ve Francii sbíral podklady pro román o Napoleonovi, který vyšel v roce 1827, kdy veřejně oznámil autorství svých spisů. Do té doby byly jeho romány většinou uváděny jako By the Author of Waverley nebo Tales of My Landlord, i když skutečné autorství Scottovo bylo veřejným tajemstvím. V průběhu tohoto období si začal vést deník, který však vyšel až v roce 1890 jako Deník sira Waltera Scotta. Ke konci života se tvorba Waltera Scotta vyznačovala klesající uměleckou úrovní. Přesto i v této době napsal romány jako je např. Talisman (1825) nebo Kráska z Perthu (1828).
V roce 1830 přestal vykonávat praxi soudního úředníka. Po záchvatu mrtvice částečně ochrnul, ale stále byl literárně činný. V roce 1831 vyšel jeho vlastní životopis (Autobiography of Sir Walter Scott). Na náklady britské vlády odjel v říjnu 1831 na léčení do Itálie a na Maltu, kde sbíral staré písně a balady. Na zpáteční cestě ho stihl další záchvat mrtvice. Walter Scott zemřel na svém zámku v Abbotsfordu 21. září 1832 ve věku 61 let. Pochován byl vedle své manželky v areálu dryburského opatství.
Na zaplacení jeho dluhů byla vyhlášena veřejná sbírka, což umožnilo ponechat zámek Abbotsford v majetku rodiny. Poslední přímý potomek Sira Waltera Scotta zemřel na začátku tohoto tisíciletí a v roce 2007 byl za účelem zachování této památky založena nadace.

## Dílo
V prvním období své spisovatelské činnosti vystupoval jako romantický básník. V básnické tvorbě se opíral o tradice staré lidové poezie a své epické skladby  psal na historické a legendární náměty. Mají poutavý romantický děj, v němž se projevuje jeho vypravěčský talent.
Po roce 1814 přešel od poezie k próze ve formě historického románu. Scott se jako jeden z prvních pokusil zasadit své příběhy a postavy do místních a časových souvislostí, kladl důraz na národní charakter, na historicko-sociální typičnost. Jeho romány se vyznačovaly časovým a lokálním koloritem, pronikavou kresbou mravů a zasvěceným popisem krajiny i lidí různého společenského postavení. Mají napínavou a složitě konstruovanou zápletku, živé a bezprostřední dialogy.
Velká část se odehrává v minulosti a je spjata s dějinami Skotska v 17. nebo 18. století. Od dvacátých let přenesl těžiště svých románů ze Skotska do Anglie a na evropský kontinent (Ivanhoe, Kenilwort, Quentin Durward). Výjimkou je román Pramen sv. Ronana situovaný do 19. století.
Scottova kariéra romanopisce od roku 1814 neznamenala, že opustil poezii. Jeho romány obsahují mnoho originálních veršů, ve většině je před každou kapitolou uveden epigram nebo motto, často ve verších.
Publikoval také literární eseje, historické příběhy pro děti, knihu o magii a čarodějnictví a další, zejména devítisvazkový životopis Napoleona. Poměrně nejméně významnou roli ve Scottově díle sehrála některá dramata, která vydal v desetiletí před svou smrtí.
Poté, co se dílo Waltera Scotta těšilo obrovskému úspěchu po celé devatenácté století, upadlo po první světové válce poněkud v zapomnění a bylo odsunuto do literatury pro děti a mládež ve zjednodušených verzích. K oživení zájmu o jeho dílo došlo v souvislosti s připomínkou dvoustého výročí jeho narození v 70. a 80. letech 20. století.

### Poezie
- Lidové zpěvy skotského pohraničí (1802–1803, Minstrelsy of the Scottish Border) – sebrané skotské balady.
- Píseň posledního skotského barda (1805, The Lay of the Last Minstrel). Do češtiny byla přeložena v roce 1836.[6]
- Marmion (1808) – popisuje bitvu mezi Angličany a Skoty na Floddenském poli v roce 1513, ve které zvítězili Angličané a byl zabit skotský král Jakub IV. Stuartovec.
- Jezerní paní (1810, The Lady of the Lake) – toto dílo zaznamenalo velký úspěch, avšak Byron se svými poémami Scotta předčil, proto si Walter vybírá nový žánr – historické povídky a romány. Do češtiny báseň přeložil F.L.Čelakovský roku 1820.[6]

### Historické romány
- Waverley (1814), autorova románová prvotina, která zachycuje povstání ve Skotsku v roce 1745. Dílo má již typické rysy autorovy tvorby: dokonalé zachycení doby, věrné zachycení historických skutečností a napínavě rozvíjený děj.
- Guy Mannering (1815).
- Puritáni (1816, Old Mortality).[7]
- Černý trpaslík (1816, The Black Dwarf).
- Starožitník (1816, The Antiquary).
- Rob Roy (1817), román zachycující život jednoho ze skotských národních hrdinů, vůdce skotských horalů Roberta Roye, bojujícího proti Angličanům na počátku 18. století.
- Srdce Edinburghu (1818, The Heart of Midlothian), vrcholný autorův román, jehož děj se odehrává v letech 1736–1751 a líčí dojemný příběh dvou sester, z nichž mladší je odsouzena k smrti a starší jí osobní obětavostí vyprosí u londýnského soudního dvora milost.
- Ivanhoe (1819), nejznámější autorův román
- Nevěsta z Lammermooru (1819, The Bride of Lammermoor), román se stal podkladem pro operu Lucie z Lammermooru italského skladatele Gaetana Donizettiho
- Pověst o Montrosovi (1819, A legend of Montrose), román, jehož děj se odehrává ve Skotsku v roce 1644 za anglické občanské války. Ústředním motivem tohoto románu je reakčně monarchistické povstání skotských horalů, které podle autorova názoru bylo již předem odsouzeno k nezdaru pro neorganizovanost a rodové nepřátelství.
- Opat (1820, The Abbot), román líčící osudy skotské královny Marie Stuartovny.
- Klášter (1820, The Monastery).
- Kenilworth (1821), román odehrávající se „v dobách staré, veselé Anglie“ za panování královny Alžběty I. působí živou kresbou prostředí a dějem plným dobrodružství a napětí.
- Pirát (1821, The Pirate), historický román odehrávající se kolem roku 1700 na Shetlandách a Orknejích.
- Quentin Durward (1823), historický román odehrávající se ve Francii v době vlády Ludvíka XI. a osou jeho děje je soupeření Ludvíka XI. s burgundským vévodou Karlem Smělým. Podle románu napsal roku 1888 belgický skladatel François-Auguste Gevaert stejnojmennou operu.
- Talisman (1825, The Talisman), román odehrávající se v Sýrii a Palestině za třetí křížové výpravy (1189–1192), kterou vedl anglický král Richard I. Lví srdce.
- Woodstock (1826).
- Krasavice z Perthu (1828, The Fair Maid of Perth), román se stal podkladem pro operu George Bizeta.
- Hrabě pařížský (1832, Count Robert of Paris).

### Románové kroniky
- Chirurgova dcera (1827, The Surgeon's Daughter).
- Vdova z Vysočiny (1827, The Highland Widow).

## Rozhlasová zpracování
- Zdeněk Kovár: Historka šumaře Willieho, volně na motivy stejnojmenné povídky Waltera Scotta, překlad Květa Marysková, hudba Petr Mandel, dramaturgie Ivan Hejna, režie Karel Weinlich. Hrají: Rudolf Pellar, Petr Pelzer, Lukáš Hlavica, Pavel Soukup, Antonín Hardt, Jiří Holý, Stanislav Oubram, Stanislav Fišer, Petr Šplíchal, Simona Stašová, Markéta Košťáková, Josef Somr, Zdeňka Sajfertová, Roman Peterka a Tomáš Pergl. Český rozhlas, 1999.[8]